# گالینستن
گالینستن یک نام تجاری برای برای یک آلیاژ همگن تشکیل شده از گالیم، ایندیوم و قلع است که در دمای ۱۹- درجه سانتی‌گراد (۲- درجه فارنهایت) ذوب می‌شود که بنابراین در دمای اتاق بصورت مایع (حالت فیزیکی) موجود است.گالینستن همچنین یک نام عمومی برای انواع آلیاژهای مشابه که معمولاً در دمای ۱۱ درجه سانتی‌گراد (۵۲ درجه فارنهایت) ذوب می‌شوند، مورد استفاده است.
ترکیب گالینستن متشکل از ۶۸.۵٪ گالیم، ۲۱.۵٪ ایندیوم، و ۱۰.۰٪ قلع (درصد جرمی) است.
بدلیل سمی نبودن (سمیت کم) و واکنش‌پذیری کم فلزات تشکیل‌دهنده اش، در بسیاری از موارد، گالینستن به جای فلز سمی مایع جیوه یا (آلیاژ) واکنش‌پذیر ان‌ا کا جایگزین شده است (آلیاژ سدیم و پتاسیم).

## نام
نام «گالینستن» یک تکواژ چندوجهی از واژه‌های گالیم، ایندیوم، و استانیوم ( لاتین «تین» (بمعنی قلع)) است.
نام تجاری «گالینستن» نشان تجاری ثبت شده شرکت آلمانی Geratherm Medical AG است.

## مشخصات فیزیکی
- نقطه جوش: > ۱۳۰۰ درجه سانتی گراد [۳]
- فشار بخار : < ۱۰ به قوه منفی هشت ( ۰.۰۰۰۰۰۰۰۱) تور (در ۵۰۰ درجه سانتی گراد)  (فشار بخار (بخار اشباع) یا فشار بخار تعادل به عنوان فشار اعمال شده توسط بخار در تعادل ترمودینامیکی با فازهای تراکم آن (جامد یا مایع) در یک سیستم بسته تعریف می‌شود. فشار بخار تعادل نشانه ای از میزان تبخیر مایع است.)[۲]
- حلالیت: نامحلول در آب یا حلالهای آلی
- لزجت : ۰.۰۰۲۴ Pa · s (پاسکال.ثانیه) (در ۲۰ درجه سانتی گراد)
- هدایت حرارتی : ۱۶.۵ W ·m -1 · K -1 (وات بر مترکلوین)
- هدایت الکتریکی : ۳.۴۶ × ۱۰۰۰۰۰۰ (۱۰ به قوه شش)  S / M (زیمنس بر متر) (در ۲۰ درجه سانتی گراد) [۲](یک ویژگی نهادین (ذاتی) در مواد است که میزان توانایی ایستادگی، و یا قابلیت هدایت مقدار معین‌شده‌ای از یک مادّه را در برابر گذر جریان الکتریکی از آن، اندازه‌گیری و نشان می‌دهد و بنابراین نشان‌دهندهٔ مقدار طبیعی اعمال مقاومت (ایستادگی) آن ماده و یا میزان توانایی طبیعی رسانندگی آن است که در صورت نیاز می‌تواند در بررسی‌ها با مقاومت و رسانندگی ویژهٔ مواد دیگر مقایسه شود.)
- کشش سطحی : s= ۰.۵۳۵ - ۰.۷۱۸ نیوتن بر متر (در ۲۰ درجه سانتی گراد، بسته به فرد تولید کننده) [۶] [۷] [۸]  (ویژگی‌ای در مایع‌ها است که باعث می‌شود لایه بیرونی آن‌ها به صورت ورقه‌ای کشسان عمل کند. این همان ویژگی‌ای است که موجب ربایش دو سطح مایع به یکدیگر می‌شود؛ مانند دو قطرهٔ آب که همدیگر را می‌ربایند و قطرهٔ بزرگ‌تری می‌سازند. کشش سطحی کمیتی است که بعد نیرو در واحد طول یا انرژی در واحد سطح دارد و در فیزیک معمولاً با {\displaystyle \gamma } نشان داده می‌شود. کشش سطحی را همچنین می‌توان مقدار کار لازم برای ایجاد واحد سطح مشترک جدید در نظر گرفت.)

- گالینستن تمایل دارد که مرطوب شود و به بسیاری از مواد از جمله شیشه می چسبد و استفاده از آن را در مقایسه با جیوه محدود می کند.(ترشوندگی (انگلیسی: Wettability) توانایی یک مایع در برقراری تماس با سطح جامد است و نشأت‌گرفته از نیروهای بین مولکولی می‌باشد. درجه تر شوندگی از تعادل میان نیروهای پیوستگی و چسبندگی تعیین می‌شود. تر شدن، به معنای دیگر، تمایل به کسب حداکثر سطح تماس برای یک مایع با سطح جامد خود است.)A: ترشوندگی بسیار کم

A: ترشوندگی بسیار کم B:ترشوندگی متوسط C:ترشوندگی بالا s:ترشوندگى كامل

B:ترشوندگی متوسط
C:ترشوندگی بالا
s:ترشوندگى كامل

## استفاده‌ها
گالینستن غیر سمی جایگزین جیوه در دماسنج ها می‌شود. قسمت داخلی تیوب (لوله) باید با اکسید گالیوم پوشانده شود تا از خیس شدن شیشه جلوگیری شود.
گالینستن بازتابش بالاتر و چگالی کمتری نسبت به جیوه دارد که در نجوم، می تواند جایگزین جیوه در تلسکوپ‌های عدسی مایع بشود.
فلزات یا آلیاژهایی مانند گالینستن که در دمای اتاق مایع هستند اغلب توسط اورکلاکرها به عنوان رابط حرارتی برای خنک کردن سخت افزار کامپیوتر استفاده می شود، جایی که رسانایی حرارتی بالاتر آنها در مقایسه با خمیرهای حرارتی و اپوکسی های حرارتی می تواند «clock speeds» کمی بالاتر و قدرت پردازش بهتر CPU را فراهم کند تا جایی که باعث پیشرفت عرصه رقابتی «overclocking» و ثبات بیشتر آن می‌شود. دو نمونه عبارتند از هدایت کننده حرارتی گریزلی (Thermal Grizzly Conductonaut) و مایع مشارکتی فوق‌‌العاده (Coolaboratory Liquid Ultra)، با رسانایی حرارتی به ترتیب ۷۳ و ۳۸.۴ W/m.K (وات بر مترکلوین).   برخلاف ترکیبات حرارتی معمولی که کاربرد آسانی دارند و خطر آسیب کمتری به سخت‌افزار دارند، گالینستن رسانای الکتریکی است و باعث تردی فلز مایع در بسیاری از فلزات از جمله آلومینیوم می‌شود که معمولاً در هیت سینک‌‌ها استفاده می‌شود. با وجود این چالش ها، افرادی که در کاربرد خود با موفقیت رو به رو می‌شوند، نتایج خوبی را گزارش می کنند.  در آگوست 2020، Sony Interactive Entertainment یک راه حل برای ساخت یک رابط حرارتی مبتنی بر گالینستن را که برای تولید انبوه مناسب است،  برای استفاده در PlayStation 5 به ثبت رساند .
استفاده از گالینستان برای خنک کردن راکتورهای هسته‌ای مبتنی بر شکافت (هسته‌ای) دشوار است، زیرا ایندیم دارای  سطح مقطع جذب بالایی برای نوترون‌های حرارتی است و به طور موثر آنها را جذب می‌کند و واکنش شکافت (هسته‌ای) را مهار می‌کند؛ متقابلاً، (گالینستن) به عنوان یک خنک کننده احتمالی برای راکتورهای همجوشی(هسته‌‌‌‌‌ای) در حال بررسی است. عدم واکنش آن باعث می شود که نسبت به سایر فلزات مایع مانند لیتیوم و جیوه ایمن تر باشد. 
گالینستن به عنوان یک هادی تغییر شکل پذیر مایع در رباتیک نرم (soft robotics) و قطعات الکترونیکی قابل کشش (stretchable electronics) استفاده می شود. گالینستن را می توان برای جایگزینی سیم ها، اتصالات داخلی و الکترودها و همچنین عنصر رسانا در سیم پیچ های سلف و کامپوزیت های دی الکتریک برای خازن های نرم استفاده کرد. 

### تجهیزات اشعه ایکس
منابع بسیار پر شدت پرتوهای ایکس ۹.۲۵ ke.V (کیلوالکترون ولت) (خط K-alpha گالیم) برای ذره‌بینی بافت ثابت (مانند مغز موش) با استفاده از اشعه ایکس، از یک نقطه کانونی در حدود 10 میکرومتر × 10 میکرومتر، و وکسل های 3بعدی حدود یک میکرومتر مکعب را می توان با یک منبع اشعه ایکس که از آند فلز گالینستن مایع استفاده می کند، به دست آورد.  این فلز با سرعت زیاد از یک نازل به سمت پایین جریان می یابد و منبع الکترونی با شدت بالا روی آن متمرکز می شود. جریان سریع فلز جریان را حمل می کند، اما جریان فیزیکی تا حد زیادی از گرمایش آند جلوگیری می کند (به دلیل حذف حرارت همرفتی اجباری)، و نقطه جوش بالای گالینستن از تبخیر آند جلوگیری می کند. 

## همچنین ببینید
- فلز فیلد دارای جدولی از آلیاژهای با نقطه ذوب پایین است
- ان‌ا کا ((به انگلیسی: NaK) با فرمول شیمیایی Na + K یک ترکیب شیمیایی است. شکل ظاهری این ترکیب، مایع فلزی است.)
- فلز رز ( یک آلیاژ قابل ذوب با دمای ذوب پایین است.)
- فلز چوب

## مراجع
1. ↑  Hodes, Marc; Zhang, Rui; Steigerwalt Lam, Lisa; Wilcoxon, Ross; Lower, Nate (2014). "On the Potential of Galinstan-Based Minichannel and Minigap Cooling". IEEE Transactions on Components, Packaging and Manufacturing Technology (به انگلیسی). 4 (1): 46–56. doi:10.1109/tcpmt.2013.2274699. ISSN 2156-3950.
2. 1 2 3  "Experimental Investigations of Electromagnetic Instabilities of Free Surfaces in a Liquid Metal Drop" (PDF). International Scientific Colloquium Modelling for Electromagnetic Processing, Hannover. March 24–26, 2003. Retrieved 2009-08-08.
3. 1 2  ZHANG (2019). "Characterization of Triboelectric Nanogenerators". Flexible and stretchable triboelectric nanogenerator devices – toward self-powered ... systems. WILEY. p. 70. ISBN 978-3527345724. OCLC 1031449827.
4. ↑  Surmann, P; Zeyat, H (Nov 2005). "Voltammetric analysis using a self-renewable non-mercury electrode". Analytical and Bioanalytical Chemistry. 383 (6): 1009–1013. doi:10.1007/s00216-005-0069-7. PMID 16228199.
5. ↑  Liu, Jing (2018-07-14). "Ch 5 Preparations and Characterizations of Functional Liquid Metal Materials". Liquid metal biomaterials : principles and applications. Yi, Liting. Singapore. p. 96. ISBN 9789811056079. OCLC 1044746336.
6. ↑  Liu, Tingyi; Kim, Chang-Jin "CJ" (2012). "Characterization of Nontoxic Liquid-Metal Alloy Galinstan for Applications in Microdevices". Journal of Microelectromechanical Systems. 21 (2): 448. CiteSeerX 10.1.1.703.4444. doi:10.1109/JMEMS.2011.2174421.
7. ↑  Jeong, Seung Hee; Hagman, Anton; Hjort, Klas; Jobs, Magnus; Sundqvist, Johan; Wu, Zhigang (2012). "Liquid alloy printing of microfluidic stretchable electronics". Lab on a Chip. 12 (22): 4657–64. doi:10.1039/c2lc40628d. ISSN 1473-0197. PMID 23038427.
8. ↑  Handschuh-Wang, Stephan; Chen, Yuzhen; Zhu, Lifei; Zhou, Xuechang (2018-06-20). "Analysis and Transformations of Room-Temperature Liquid Metal Interfaces – A Closer Look through Interfacial Tension". ChemPhysChem. 19 (13): 1584–1592. doi:10.1002/cphc.201800559. ISSN 1439-4235.
9. ↑  Minerals Yearbook Metals and Minerals 2010 Volume I. Government Printing Office. 2010. p. 48.4. Extract of page 48.4
10. ↑  "Thermal Grizzly High Performance Cooling Solutions – Conductonaut". Thermal Grizzly. Retrieved 2019-12-18.
11. ↑  Wallossek 2013-10-21T06:00:01Z, Igor. "Thermal Paste Comparison, Part Two: 39 Products Get Tested". Tom's Hardware (به انگلیسی). Retrieved 2019-12-18.
12. ↑  "Liquid Metal Laptop Cooling" (به انگلیسی). Retrieved 2021-03-05.
13. ↑  "WIPO Patentscope: "WO2020162417 - Electronic apparatus, semiconductor device, insulating sheet, and method for manufacturing semiconductor device" (به انگلیسی). Retrieved 2020-10-24.
14. ↑  Lee C. Cadwallader (2003). "Gallium Safety in the Laboratory" (preprint). {{cite journal}}: Cite journal requires |journal= (help)
15. ↑  Bury, Elizabeth; Chun, Seth; Koh, Amanda S. (2021). "Recent Advances in Deformable Circuit Components with Liquid Metal". Advanced Electronic Materials (به انگلیسی). 7 (4): 2001006. doi:10.1002/aelm.202001006. ISSN 2199-160X. Archived from the original on 8 November 2021. Retrieved 8 November 2021.
16. ↑   Hemberg, O.; Otendal, M.; Hertz, H. M. (2003). "Liquid-metal-jet anode electron-impact x-ray source". Appl. Phys. Lett. 83: 1483. doi:10.1063/1.1602157.
17. ↑  Töpperwien, M.;  et al. (2017). "Three-dimensional mouse brain cytoarchitecture revealed by laboratory-based x-ray phase-contrast tomography". Sci. Rep. 7: 42847. doi:10.1038/srep42847.